# Apristurus profundorum
Apristurus profundorum — акула з роду Чорна котяча акула родини Котячі акули. Інші назви «горбача чорна котяча акула», «глибоководна котяча акула». Ще не достатньо вивчена.

## Опис
Відома лише по голотипу 51 см. Це був нестатевозрілий самець, тому вважається, що ця акула може досягати 85-90 см. Доволі схожа на примарну котячу акулу. Голова масивна. Морда дуже товста. Ніс довгий, сягає 9% довжини тіла акули. очі маленькі з мигальною перетинкою. За ними присутні невеличкі бризкальця. Ніздрі широкі, вона дорівнює відстані між ними. Носові клапани широкі, трикутної форми. Верхня та нижня губні борозні однакового розміру. Рот широкий, зігнутий. Зубі дрібні, з багатьма верхівками, з яких центральна верхівками доволі висока. У неї 5 пар відносно довгих зябрових щілин, що майже дорівнює довжині очей. Тулуб відносно тонке, звужується до голови. Луска трохи рельєфна, розташовані щільними смугами уздовж тіла. на дотик шкіра більш груба, ніж у примарної котячої акули. Спіральний клапан шлунка має 7-12 витків. Усі плавці округлі. Грудні плавці невеличкі. Відстань між грудними та черевними плавцями становить 15% довжини тіла. Має 2 маленьких спинних плавця однакового розміру. Перший спинний плавець розташовано позаду черевних плавців, задній — навпроти анального. Анальний плавець широкий, висота у 3 рази менше за його основу. Хвостовий плавець широкий з розвиненим гребенем з зубчиками, спрямованими косо до низу.
Забарвлення темно-коричневе.

## Спосіб життя
Тримається на глибинах від 1000 та 1500 м й більше. Доволі млява, малоактивна акула. Полює біля дна, є бентофаг. Живиться глибоководними кальмарами, креветками, дрібною рибою.
Це яйцекладна акула. Стосовно процесу парування та розмноження відомостей замало.
Не є об'єктом промислового вилову.

## Розповсюдження
Мешкає у північно-західній частині Атлантичного океану: біля узбережжя штаті Делавер та Меріленд, в затоці Делавер. Є відомості про невеличкій ареал поблизу Суринаму, Марокко, та Каталонії (Іспанія).